# Dicaelus
Dicaelus es un  género de coleópteros adéfagos de la familia Carabidae.

## Especies
Comprende las siguientes especies:
- Dicaelus alternans Dejean, 1826
- Dicaelus ambiguus Laferte-Senectere, 1841
- Dicaelus chermocki Ball, 1959
- Dicaelus costatus Leconte, 1848
- Dicaelus crenatus Leconte, 1853
- Dicaelus dilatatus Say, 1823
- Dicaelus elongatus Bonelli, 1813
- Dicaelus franclemonti Ball, 1991
- Dicaelus furvus Dejean, 1826
- Dicaelus laevipennis Leconte, 1848
- Dicaelus politus Dejean, 1826
- Dicaelus purpuratus Bonelli, 1813
- Dicaelus sculptilis Say, 1823
- Dicaelus suffusus (Sasey, 1913)
- Dicaelus teter Bonelli, 1813